# Hato Jobo
Hato Jobo è un comune (corregimiento) della Repubblica di Panama situato nel distretto di Mironó, comarca di Ngäbe-Buglé. Si estende su una superficie di 31,1 km² e conta una popolazione di 1.393 abitanti (censimento 2010).